# Abele-Nunatak
Der Abele-Nunatak ist ein 1212 m hoher Nunatak, der rund drei Kilometer östlich der Hutcheson-Nunatakker im Entstehungsgebiet des Balchen-Gletschers im westantarktischen Marie-Byrd-Land liegt.
Kartografisch erfasst wurde er durch den United States Geological Survey und mithilfe von Luftaufnahmen der United States Navy aus den Jahren 1959 bis 1965. Das Advisory Committee on Antarctic Names benannte ihn nach Clarence Arthur Abele Jr. (1911–1978), einem Mitglied der zweiten Antarktisexpedition (1933–1935) des US-amerikanischen Polarforschers Richard Evelyn Byrd.